# Gelenkkapsel
Die Gelenkkapsel (lateinisch Capsula articularis) ist eine bindegewebige Hülle um echte Gelenke. Sie umschließt die mit Gelenkflüssigkeit (Synovia) ausgefüllte Gelenkhöhle.

## Aufbau und Funktion

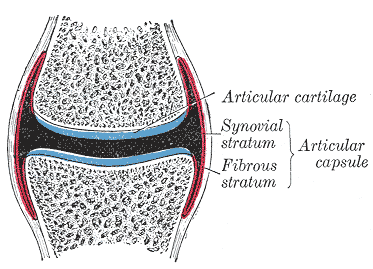
Strukturen des Gelenks

Die Gelenkkapsel wird in zwei Schichten untergliedert:
- Membrana fibrosa (Stratum fibrosum)
- Membrana synovialis (Stratum synoviale, Synovialmembran)

### Membrana fibrosa
Die außen gelegene Membrana fibrosa besteht aus straffem kollagenen Bindegewebe. Sie geht im Ansatzbereich der Gelenkkapsel in die Knochenhaut (Periost) über. Sie bestimmt die mechanische Festigkeit des Gelenks und gibt die für das Gelenk charakteristischen Bewegungsumfänge frei.
Bei den meisten Gelenken ist die Membrana fibrosa an bestimmten Stellen streifenförmig verstärkt. Diese bandartigen Kapselbänder (Ligamenta capsularia) dienen der weiteren Stabilisierung der Gelenkenden und sorgen als Führungs- oder Hemmungsbänder dafür, dass sich die Beweglichkeit des Gelenkes auf bestimmte Bewegungsrichtungen oder -grade beschränkt. Wenn lockeres Bindegewebe die Gelenkbänder von der Membrana fibrosa trennt, spricht man von extrakapsulären Bändern.
In der Membrana fibrosa befinden sich verschiedene Rezeptoren: Ruffini-Körperchen, Vater-Pacini-Körperchen und Golgi-Sehnenorgane. Sie registrieren die Stellung des Gelenkes (sogenannte propriozeptive Wahrnehmung). Darüber hinaus besitzt die Membrana fibrosa freie Nervenendigungen, die als Nozizeptoren Schmerzreize aufnehmen. Sie sind dafür verantwortlich, dass Kapseldehnungen und -risse äußerst stark schmerzen.

### Membrana synovialis
Die Membrana synovialis (kurz auch Synovialis genannt) oder Gelenkinnenhaut bildet die Innenauskleidung der Gelenkhöhle. Sie besteht aus mehreren Lagen sogenannter Synovialozyten. Diese Schicht ist kein Epithel – die typischen Zellkontakte und eine Basalmembran fehlen. Es handelt sich vielmehr um ein lockeres Bindegewebe, bei dem die Zellen flächig ausgebreitet liegen, sowie einzelne Fettzellen. Man unterscheidet zwei Typen von Synovialzellen:
- A-Synovialozyten:
 Die A-Synovialozyten sind Makrophagen und stammen von den Monozyten des Bluts ab. Sie stehen im Dienst der Resorption und Phagozytose, in geringem Umfang auch der Synthese von Synoviabestandteilen.
- B-Synovialozyten:
 B-Synovialozyten ähneln den Fibroblasten und bilden den Großteil der Synovia.

Das Zusammenspiel von Produktion und Resorption der Synovia bewirkt normalerweise, dass das Gelenk von Abriebsprodukten gereinigt wird. Bei Arthrosen kommt aber soviel davon zustande, dass es diesen Mechanismus überfordert. Wurde eine Endoprothese eingesetzt, kann sich auch der Metallabrieb oder Abrieb des Knochenzementes in den A-Synovialozyten ansammeln und dann von dort nicht abtransportiert werden.
Zusammengesetzte Gelenke, bei denen mehr als zwei Knochen beteiligt sind (z. B. Kniegelenk, Handgelenk, Sprunggelenk), haben eine gemeinsame Membrana fibrosa. Innerhalb der gemeinsamen Außenkapsel können mehrere abgegrenzte, von der Synovialmembran gebildete Binnenräume liegen. Hier bildet die Innenhaut also mehrere abgegrenzte Teilgelenkhöhlen, die entweder untereinander kommunizieren oder auch vollständig voneinander getrennt sein können.

## Krankhafte Veränderungen der Gelenkkapsel

### Instabilitäten
Bei einer Verstauchung oder Luxation wird der Bandapparat, ein Teil der Gelenkkapsel, verletzt und heilt oft nicht so weit aus, dass das Gelenk hinterher wieder ausreichend stabil ist. Häufig passiert das am Sprunggelenk, am Daumengrundgelenk („Skidaumen“) oder auch am Knie. Die schlechte, wenig exakte Führung des Gelenkes führt zu ungleichmäßiger Belastung der Knorpelschicht. Eine verletzungsbedingte posttraumatische Arthrose ist die Folge.

### Reizzustände
Durch Verletzungen, Operationen oder entzündliche Erkrankungen kann es zu Schwellungen der Gelenkkapsel kommen. Die aufgequollenen Bänder verlieren ihre Geschmeidigkeit, das Gelenk büßt seine Beweglichkeit mehr oder weniger weit ein.

### Entzündliche Erkrankungen
Eine Entzündung der Membrana synovialis nennt man Synovitis. Bei der Rheumatoiden Arthritis ändern Synovialzellen ihre Funktion, werden aggressiv und überwuchern die Knorpellage von den Rändern her. Der Knorpel wird dann von diesen Zellen regelrecht aufgefressen.

## Kapselverletzung
Bei einem Unfall kann die Gelenkkapsel verletzt werden oder reißen. Bei einer Kapselverletzung kommt es zu einer Einblutung in das Gelenk (Hämarthros). Bei einer Irritation der Gelenkkapsel kommt es auch ohne die Beteiligung von Blutgefäßen zu einem Reizerguss (siehe Abschnitt „Reizzustände“). Die Kapselverletzung führt zu Schmerz, Erwärmung, Schwellung und einer Bewegungseinschränkung des Gelenks.
Ein Hämatom deutet darauf hin, dass eine Kapselverletzung vorliegt, jedoch kann eine Verletzung oder ein Riss der Kapsel auch ohne Hämatom entstehen. Zugleich mit einer Gelenkkapselverletzung ist das betroffene Gelenk meist verstaucht oder verrenkt. Häufig liegt bei einem Kapselriss auch ein Bänderriss oder ein Muskelfaserriss vor.
Bei einem Kapselriss wird Hochlagerung und sofortige 10–20-minütige Kühlung empfohlen, im weiteren Verlauf weiterhin Hochlagerung sowie eine mechanische Entlastung bzw. Immobilisation, sowie eine Kompression zur Begrenzung der physiologischen, entzündlichen Schwellneigung. Bei einem ausgeprägten, länger anhaltenden Hämarthros kommt eine Gelenkpunktion infrage, um eine Schädigung des Gelenkes zu vermeiden.
Die innere Schicht der Gelenkkapsel (die Membrana synovialis) reagiert auf die Verletzung mit einer Entzündungsreaktion, der Synovitis. Die Zusammensetzung und die Menge der Gelenkflüssigkeit ändern sich dabei erheblich (siehe hierzu: Synovia: Krankhafte Veränderungen). Bei der Behandlung des verletzten Kapselgewebes geht es daher primär um die Normalisierung der Funktion der Membrana synovialis.